# Eucalyptus smithii
Eucalyptus smithii, o eucalipto de Smith, es una especie de eucalipto originario de Victoria y el sur de Nueva Gales del Sur, Australia.

## Hábitat
Se produce naturalmente en las partes inferiores de laderas, barrancos, y pantanos, donde el suelo no se seque.

## Usos
La especie está ampliamente cultivadas en el sur de África, y sus hojas se utilizan para la producción de destilado de aceite de eucalipto. El aceite es rico en cineol (75-84%). E. smithii también muestra cierta promesa en la industria de la madera para pasta.

## Taxonomía
Eucalyptus smithii fue descrita por  F.Muell. ex R.T.Baker  y publicado en Proceedings of the Linnean Society of New South Wales 24: 292–294, xx (20). 1899.
Etimología
Eucalyptus: nombre genérico que proviene del griego antiguo: eû = "bien, justamente" y kalyptós = "cubierto, que recubre". En Eucalyptus L'Hér., los pétalos, soldados entre sí y a veces también con los sépalos, forman parte del opérculo, perfectamente ajustado al hipanto, que se desprende a la hora de la floración.
smithii: epíteto, de Smith
Sinonimia
- Eucalyptus hypochlamydea Brooker[4]